# Brunhuvad snårsparv
Brunhuvad snårsparv (Atlapetes rufigenis) är en fågel i familjen amerikanska sparvar inom ordningen tättingar.

## Utseende och läte
Brunhuvad snårsparv är en 17,5 cm lång ljusgrå och rostfärgad finkliknande fågel. Huvudet är rostbrunt med vita "horn" ovan tygeln, vitt mustaschstreck och vit strupe men svart strupsidestreck. Ovansidan är mörkt rökgrå, inklusive ving och stjärt, medan undersidan är vitaktig, på bröst och sidor gråflammig och på flanker brungrå. Lätet är ett svagt "tzip" och sången bestående av fyra varierande toner.

## Utbredning och systematik
Fågeln förekommer i Anderna i nordvästra Peru (Cajamarca, La Libertad, Áncash och Huánuco). Den behandlas som monotypisk, det vill säga att den inte delas in i några underarter.

### Familjetillhörighet
Tidigare fördes de amerikanska sparvarna till familjen fältsparvar (Emberizidae) som omfattar liknande arter i Eurasien och Afrika. Flera genetiska studier visar dock att de utgör en distinkt grupp som sannolikt står närmare skogssångare (Parulidae), trupialer (Icteridae) och flera artfattiga familjer endemiska för Karibien.

## Status
Arten har ett rätt litet och fragmenterat utbredningsområde. Beståndet tros dock vara stabilt. Internationella naturvårdsunionen IUCN kategoriserar den som livskraftig.